# Californian Soil
Californian Soil è il terzo album in studio del gruppo musicale britannico London Grammar, pubblicato il 16 aprile 2021 dalle etichette discografiche Metal & Dust e Ministry of Sound.

## Tracce
1. Intro – 2:25
2. Californian Soil – 3:41
3. Missing – 3:35
4. Lose Your Head – 3:19
5. Lord It's a Feeling – 4:12
6. How Does It Feel – 3:31
7. Baby It's You – 4:02
8. Call Your Friends – 3:11
9. All My Love – 4:32
10. Talking – 3:23
11. I Need the Night – 4:20
12. America – 4:05

## Formazione
London Grammar
- Hannah Reid – voce, tastiere, programmazione
- Daniel Rothman – chitarra, tastiere, programmazione
- Dominic Major – batteria, tastiere, programmazione

## Classifiche
| Classifica (2021) | Posizione massima |
| ----------------- | ----------------- |
| Australia         | 1                 |
| Grecia            | 73                |
| Nuova Zelanda     | 2                 |
| Regno Unito       | 1                 |